# 윌리암 테시요
윌리암 호세 테시요 구티에레스(스페인어: William José Tesillo Gutiérrez, 1990년 2월 2일 ~ )는 콜롬비아의 축구 선수이다. 포지션은 수비수이며, 현재 멕시코 리가 MX의 클루브 레온에서 활동하고 있다.

## 클럽 경력
바랑키야 출신인 윌리암 테시요는 청소년 시절의 대부분을 보카 주니어스 데 칼리에서 보냈다. 2009년에 카테고리아 프리메라 B에 소속되어 있던 센타우로스 비야비센시오에 입단하면서 성인 무대에 데뷔했으며 2009 카테고리아 프리메라 B 시즌에서 30경기에 출전하여 1골을 기록했다.
2010년에 카테고리아 프리메라 A에 소속되어 있던 데포르테스 킨디오로 이적했으며 2010년 4월 4일에 열린 보야카 치코와의 경기에 출전하면서 데뷔했다. 2013년까지 데포르테스 킨디오 소속으로 활약하던 동안에는 리그에서는 108경기에 출전하여 3골을 기록했고 컵 대회에서는 26경기에 출전했다.
2013년 12월 19일에는 후니오르와 1년 동안에 걸친 임대 계약을 체결했고 2014년 1월 25일에 열린 아틀레티코 우일라와의 경기에서 교체 출전하면서 데뷔했다. 2014년 12월에는 후니오르와의 임대 계약을 1년 연장했고 2015 시즌에서는 후니오르의 코파 콜롬비아 우승에 기여했다.
2015년 12월 29일에는 산타페와 3년 계약을 체결했으며 2016년 2월 22일에 열린는 2018년 5월 13일에는 멕시코 리가 MX의 레온으로 이적했다.

## 국가대표 경력
윌리암 테시요는 2016년에 미국에서 개최된 코파 아메리카 센테나리오에 참가한 콜롬비아 축구 국가대표팀의 예비 명단에 이름을 올렸지만 최종 명단에는 탈락했다. 2016년 리우데자네이루 하계 올림픽에서는 콜롬비아 남자 올림픽 축구 국가대표팀의 와일드카드(23세 초과) 선수로 기용되어 본선 4경기에 모두 출전했는데 콜롬비아는 브라질과의 8강전에서 패배하면서 탈락했다.
2018년 5월에는 러시아에서 개최된 2018년 FIFA 월드컵에 참가한 콜롬비아 축구 국가대표팀 선수 35명에 관한 예비 명단에 이름을 올렸지만 최종 명단에는 탈락했다. 브라질에서 개최된 2019년 코파 아메리카에서는 칠레와의 8강전 경기에서 콜롬비아의 승부차기 5번째 키커로 나섰지만 실축했고 콜롬비아는 칠레에 패배하면서 탈락했다.

## 수상
후니오르
- 코파 콜롬비아 1회 우승 (2015)